# Marabá
Marabá – miasto w Brazylii, w stanie Pará, położone nad ujściem rzeki Itacaiúnas do rzeki Tocantins, ok. 450 km na południe od Belém. W 2010 roku miasto liczyło 233 669 mieszkańców.
Przez Marabá przebiega Transamazonika, droga łącząca Amazonię z brazylijskim wybrzeżem. W mieście znajduje się port lotniczy Marabá.
W mieście rozwinął się przemysł spożywczy, drzewny oraz chemiczny.